# عبد الرحمن كاهن
عبد الرحمن حسن كاهن (مواليد 12 يونيو 2000) لاعب كرة قدم إماراتي يجيد اللعب في الجناح مع النادي العربي الإماراتي.

## مسيرة اللاعب
لعب في نادي النصر ونادي يونايتد والنادي العربي.